# Charles Wyndham, 2. hrabia Egremont
Charles Wyndham, 2. hrabia Egremont (ur. 19 sierpnia 1710, zm. 21 sierpnia 1763) – brytyjski polityk.
Jego ojcem był torysowski polityk Sir William Wyndham (zm. 1740).
Charles Wyndham był w latach 1734-1750 członkiem parlamentu (z okręgów Bridgwater 1734-1741, Appleby 1741-1747, i Taunton 1747-1750). Od 9 października 1761 do 21 sierpnia 1763 był sekretarzem stanu płd. departamentu, gdy stanowisko to stracił William Pitt Starszy.
Na tym nowym stanowisku pomagał swojemu szwagrowi, premierowi Grenville’owi przygotować deklarację wojny przeciw Hiszpanii, a potem negocjacje pokojowe z tym krajem. Wydaje się, że nie był zwolennikiem ostatecznych warunków porozumienia z Hiszpanami.
Działał przeciw obrazoburczym kampaniom prasowym Johna Wilkesa. Znany pamiętnikarz i polityk tych czasów Horace Walpole, 4. hrabia Orford uważał Wyndhama za nieudolnego parlamentarzystę i organizatora, choć sam był nieskutecznym politykiem, więc zapewne był tu stronniczy.
Wyndham był lordem-pułkownikiem Cumberland w latach 1751-1763 i potem Sussex w latach 1762-1763.